# Adhæsion
Adhæsion (lat: hænger ved) er vedhænget mellem legemer der berører hinanden, forårsaget af tiltrækning af molekyler i legemernes overflader.
| Naturvidenskab | Spire Denne naturvidenskabsartikel er en spire som bør udbygges. Du er velkommen til at hjælpe Wikipedia ved at udvide den. |